# Język aramejski judeopalestyński

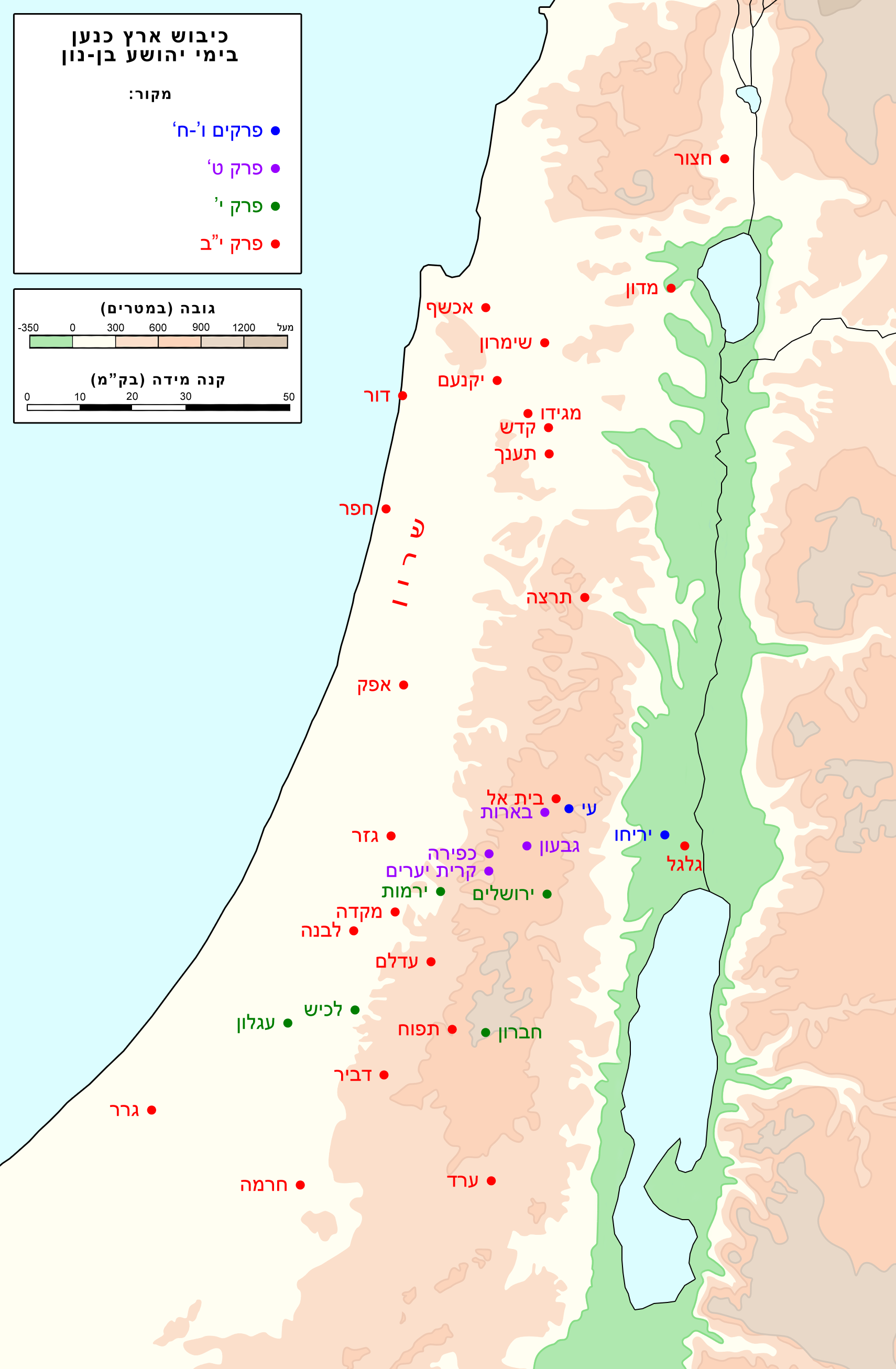
Palestynie, w Cezarei, Seforis i Tyberiadzie.

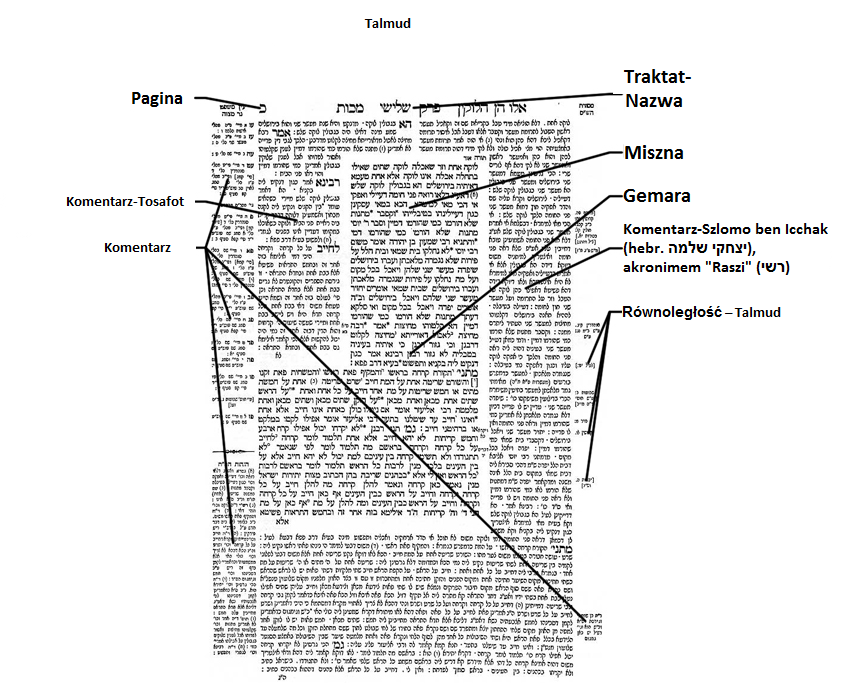
Talmud, Miszna, Gemara ...

Język aramejski judeopalestyński (hebr. ‏ארמית גלילית‎, aramit glalit)  – jeden z dialektów języka późnoaramejskiego, stanowiący zachodnią grupę dialektów tego języka. Reprezentowany jest przede wszystkim przez teksty powstałe na terenie Palestyny (stąd nazwa), w tym Talmud palestyński oraz Targum Neofiti.
Równolegle w ramach tzw. grupy wschodniej dialektów rozwinęły się aramejski judeo-babiloński, literacka odmiana syryjskiego i mandejski.

## Historia
Język aramejski judeopalestyński obejmuje język aramejski talmudyczny-palestyński. Talmud Palestyński lub Talmud Jerozolimski lub Talmud Jeruszalmi ukończono na początku IV wieku w Palestynie, w Cezarei, Seforis i Tyberiadzie. Gemara palestyńska zawiera mało opowieści i legend.

## Gramatyka
| Język aramejski judeopalestyński (Koniugacja – Binjan) | Język hebrajski (Koniugacja – Binjan) | Język aramejski judeopalestyński | Język hebrajski | Język aramejski judeopalestyński | Zjawisko          |
| פְּעַל Pe'al (łac.:activum)                               | קַל Kal/Pa'al                          | כְּתַב                              | כָּתַב             | k'taw                            | pisał             |
| אִתְפְּעֵל itpe'el (łac.:Passivum)                          | נִפְעַל Nifal                            | אִתְכְּתֵיב                           | נִכְּתַב            | itktew                           | było napisane     |
| אַפְעֵל Af'el (łac.:verbum causativum)                    | הִפְעִיל Hifil                           | אַפְקֵד                             | הִפְקִיד           | afked                            | on zdeponowany    |
| אִתַפְעַל Ittaf'al (łac.:verbum causativum-Passivum)       | הָפְעַל Hofal                            | אִתַפְקַד                            | הָפְקַד            | itafkad                          | pozwolił depozytu |
| פַּעֵל Pa'el (łac.:verbum intensivum)                     | פִּעֵל Pi'el                             | קַדֵיש                             | קִדֵש             | kadesz                           | pobłogosławił     |
| אִתְפַּעַל Itpa'al (łac.:verbum intensivum-Passivum)        | נִתְפַּעַל Nitpa'al                        | וְיִתְקַדַּשׁ                           | נִתְקַדַּשׁ           | itkadasz                         | był błogosławiony |

## Liczba pojedyncza/Liczba mnoga
| Zjawisko   | Język hebrajski      | Język aramejski judeopalestyński |
| ---------- | -------------------- | -------------------------------- |
| "król"     | המֶלֶךְ (ha-melekh)     | מַלְכָּא (malk-a)                    |
| "królowie" | המְלָכִים (ha-melakhim) | מַלְכָּיא (malk-ajia)                |
| "świat"    | העוֹלָם (ha-olam)      | עָלְמָא (alm-a)                     |
| " światy"  | העוֹלָמים (ha-olamim)  | עָלְמָיא (alm-ajia)                 |